# Яцура Теодор
Теодор Яцура (псевдо: «Крук»; 7 березня 1897, с. Желдець, Жовківський повіт — 2 листопада 1975, м. Філадельфія, США) — визначний діяч УВО та ОУН, керівник хімічної лабораторії УВО, учасник Летючої бригади УВО. 

## Життєпис

Теодор Яцура у в'язниці Бережан майструє дерев'яний годинник

Народився 7 березня 1897 року в селі Желдець Жовківського повіту.
Навчався в Академічній гімназії у Львові. 14 грудня 1912 року був прийнятий до Пласту. 
Служив в УСС та УГА.
Після війни у 1921 році закінчив Академічну гімназію у Львові, навчався у таємному університеті. 
Член УВО з 1922 року, організатор атентату на Сидора Твердохліба, заарештований польською поліцією у жовтні 1922. Керівник хімічної лабораторії УВО у Львові, учасник Летючої бригади УВО.
У 1924 році виготовив бомби для замаху на польського президента Станіслава Войцеховського, який відвідував Львів 5 вересня 1924 року. Бомба, яку кинув бойовик Теофіл Ольшанський не вибухнула, через що керівник хімічної лабораторії зазнав критики серед лав УВО через недієздатну бомбу. Лише пізніше стало відомо, що причиною невдачі стало не недбальство майстра, а надмірна конспіративність УВО – один із посередників зберігав вибухівку у пічці, засипавши попелом, через що вона відсиріла.
Протягом 1925-1927 ув'язнений у Бережанській тюрмі. У 1928 - 1929 роках технічний референт Крайової Команди УВО. 
Під час німецької окупації керівник референтури розвідки ПУН.
Емігрував до США після війни, проживав у Філадельфії.